# نظریه مدار کلیدزنی

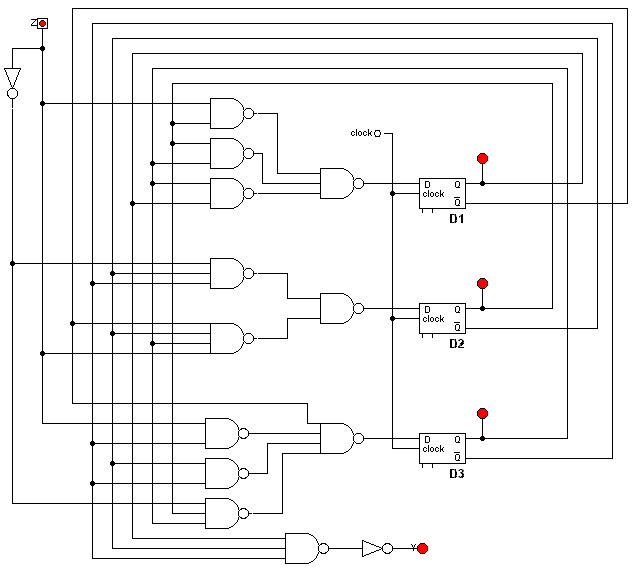
یک مدار کلید زنی

نظریه مدارهای کلیدزنی(انگلیسی: Switching circuit theory) در ریاضیات به مطالعهٔ خواص شبکه‌هایی با کلیدهای ایده‌آل می‌پردازد.
چنین شبکه‌هایی ممکن است که از منطق مدارهای ترکیبی_مدارهایی که حالت خروجی ان‌ها فقط تابعی از حالت ورودی ان‌ها می‌باشد._و منطق مدارهای ترتیبی_حالت فعلی بستگی به حالت فعلی و حالت پیشین دارد._بهره بگیرند. از این رو گفته می‌شود که مدارهای ترتیبی در واقع حافظه‌ای از حالات پیشین را در خود دارند. یکی از انواع مهم مدارهای ترتیبی ماشین حالات متناهی هستند.
نظریه مدار کلیدزنی در طراحی سیستم‌های تلفن و کامپیوتر و سیستم‌های مشابه کاربرد دارد. این نظریه اساس ریاضیاتی و ابزارهایی برای طراحی سیستم‌های دیجیتالی ایجاد کرده که تقریباً در تمام سطوح تکنولوژی مدرن را تحت تأثیر خود قرار داده.
در سال‌های ۱۹۳۴ تا ۱۹۳۶، آکیرا ناکاشیما _مهندس شرکت ان‌ایی‌سی _ یک سری مقالات دربارهٔ جبر دو متغیر بولین منتشر کرد _و او این کار را مستقلاً انجام داد_که می‌تواند نحوه عملکرد مدارهای کلیدزنی را توضیح دهد.
نتایج کارهای او بعداً در در سمینار کلود اِلوود شانون (پدر نظریه اطلاعات) با عنوان «آنالیز سمبولیک مدارهای کلیدزنی و رله» ذکر شد. اصول جبر بولین برای این کلیدها بکار گرفته شد که ابزار ریاضیاتی برای آنالیز و ساخت هرنوع سیستم کلیدزنی را فراهم می‌آورد.
کلیدهای ایده‌آل تنها دارای دو حالت هستند، برای مثال، باز یا بسته. در بعضی از آنالیزها، حالت سوییچ را می‌توان به صورت بی تأثیر یا دونت‌کی‌ر در نظر گرفت که بر روی حالت خروجی تأثیری ندارد.
در طراحی شبکه‌های مختلط و پیچیده باید محدودیت زمانی کلیدزنی سوییچ‌های فیزیکی را نیز در نظر گرفت.
زمانی که دو یا چند الگو در شبکه ممکن است حالت خروجی را تحت تأثیر قرار دهد، این تاخیرها می‌تواند موجب خطای منطقی یا «حالت ناهمزمانی» شوند که موجب تغییر حالت خروجی به دلیل تفاوت در زمان انتشار در شبکه را موجب شود.